# Midsayap
Midsayap is een gemeente in de Filipijnse provincie Cotabato op het eiland Mindanao. Bij de laatste census in 2007 had de gemeente ruim 123 duizend inwoners.

## Geografie

### Bestuurlijke indeling
Midsayap is onderverdeeld in de volgende 34 barangays:
| - Agriculture - Anonang - Arizona - Bagumba - Baliki - Barangay Poblacion 1 - Barangay Poblacion 2 - Barangay Poblacion 3 - Barangay Poblacion 4 - Barangay Poblacion 5 - Barangay Poblacion 6 - Barangay Poblacion 7 - Barangay Poblacion 8 - Bitoka - Bual Norte - Bual Sur - Bulanan Upper - Central Bulanan - Central Glad | - Central Katingawan - Central Labas - Damatulan - Ilbocean - Kadigasan - Kadingilan - Kapinpilan - Kimagango - Kiwanan - Kudarangan - Lagumbingan - Lomopog - Lower Glad - Lower Katingawan - Macasendeg - Malamote - Malingao - Milaya - Mudseng | - Nabalawag - Nalin - Nes - Olandang - Palongoguen - Patindeguen - Rangaban - Sadaan - Salunayan - Sambulawan - San Isidro - San Pedro - Santa Cruz - Tugal - Tumbras - Upper Glad I - Upper Glad II - Upper Labas - Villarica |

## Demografie
Midsayap had bij de census van 2007 een inwoneraantal van 123.324 mensen. Dit zijn 17.564 mensen (16,6%) meer dan bij de vorige census van 2000. De gemiddelde jaarlijkse groei komt daarmee uit op 2,14%, hetgeen hoger is dan het landelijk jaarlijks gemiddelde over deze periode (2,04%). Vergeleken met de census van 1995 is het aantal mensen met 26.553 (27,4%) toegenomen.

De bevolkingsdichtheid van Midsayap was ten tijde van de laatste census, met 123.324 inwoners op 290,42 km², 333,2 mensen per km².